# Trinodes hirtus
Trinodes hirtus is een keversoort uit de familie spektorren (Dermestidae). De wetenschappelijke naam van de soort werd in 1781 gepubliceerd door Johann Christian Fabricius.